# Gran Premi Yvonne Reynders
El Gran Premi Yvonne Reynders o Grote Prijs Yvonne Reynders és una cursa femenina de ciclisme d'un dia que es celebra a Bèlgica des de l'any 2022. Està integrada dins el calendari femení de l'UCI com a cursa 1.1 des de 2024, anteriorment 1.2. La primera edició fou anul·lada quan es portaven disputats 39 quilòmetres degut a les fortes pluges. Es disputa anualment pels voltants de Herentals. La primera vencedora fou la neerlandesa Eline Van Rooijen. La cursa porta el nom de l'antiga ciclista campiona del món Yvonne Reynders.

## Palmarès
| Any  | Vencedora         | Segona       | Tercera             |
| ---- | ----------------- | ------------ | ------------------- |
| 2023 | Eline Van Rooijen | Sanne Cant   | Kirstie van Haaften |
| 2024 | Scarlett Souren   | Evy Kuijpers | Femke Beuling       |
| 2025 |                   |              |                     |